# Keteleeria
Genre
Classification phylogénétique
Keteleeria est un genre d'arbres constitué de trois espèces de conifères de la famille des Pinaceae ; il est très proche des genres Nothotsuga et Pseudolarix. Il se distingue de Nothotsuga par ses cônes beaucoup plus grands, et de Pseudolarix par son feuillage persistant et ses cônes qui ne désintégrent pas facilement à matûrité. Les trois genres partagent la particularité d'avoir des cônes mâles en ombelles et aussi par leur capacité, très rare chez les Pinacées, d'être en mesure de donner des taillis.
Le genre se trouve dans le sud de la Chine (à partir du Shaanxi jusqu'au Guangdong et au Yunnan), à Taiwan, sur  l'île de Hainan, dans le nord du Laos et du Vietnam.
Ce sont des arbres à feuilles persistantes atteignant 35 m de hauteur. Les feuilles sont des aiguilles, de 1,5 à 7 cm de long et 2 à 4 mm de large. Les cônes femelles sont dressés, font 6 à 22 cm de long et arrivent à matûrité environ 6 à 8 mois après la pollinisation, la forme et la taille des écailles de ces cônes est très variable dans les trois espèces.
La variabilité des cônes a conduit dans le passé à la description de plusieurs espèces supplémentaires (jusqu'à 16 "espèces" ont été ainsi définies), mais la plupart des autorités actuelles n'admettent plus que trois espèces.
Le nom du genre honore un pépiniériste français, J. B. Keteleer (1813-1903).

## Liste des espèces
|  | K. davidiana (Bertrand) Beissner                                                             |
|  |                                                                                              |
|  | \| \| K. evelyniana Masters \| \| \| \| \| \| K. fortunei (Murray 1862) Carrière \| \| \| \| |
|  |                                                                                              |
|  | K. evelyniana Masters                                                                        |
|  |                                                                                              |
|  | K. fortunei (Murray 1862) Carrière                                                           |
|  |                                                                                              |

|  | K. evelyniana Masters              |
|  |                                    |
|  | K. fortunei (Murray 1862) Carrière |
|  |                                    |

|  | K. davidiana (Bertrand) Beissner                                                             |
|  |                                                                                              |
|  | \| \| K. evelyniana Masters \| \| \| \| \| \| K. fortunei (Murray 1862) Carrière \| \| \| \| |
|  |                                                                                              |
|  | K. evelyniana Masters                                                                        |
|  |                                                                                              |
|  | K. fortunei (Murray 1862) Carrière                                                           |
|  |                                                                                              |

|  | K. evelyniana Masters              |
|  |                                    |
|  | K. fortunei (Murray 1862) Carrière |
|  |                                    |

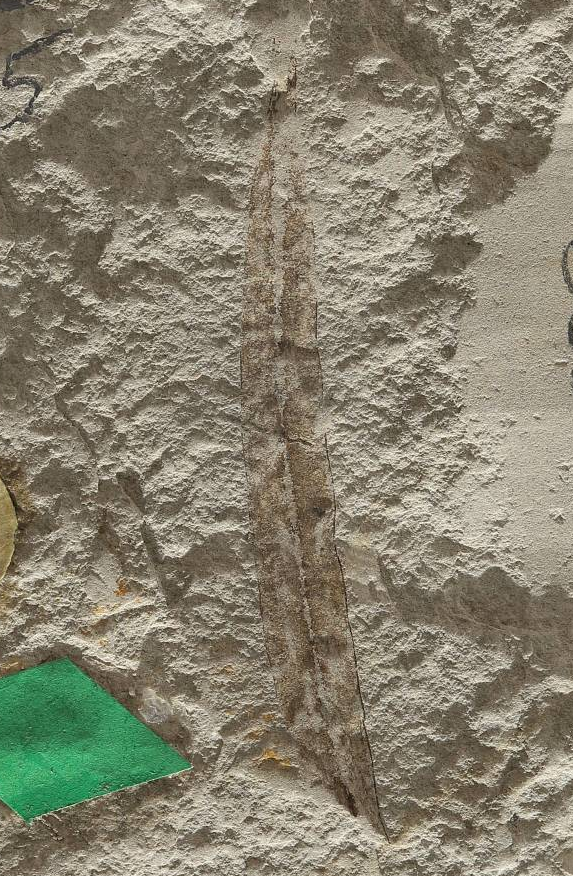
Keteleeria heterophylloides
Formation Latah, Spokane

Le World Checklist maintenue par le Kew Botanical Garden accepte les éléments suivants :
- Keteleeria davidiana
  - variété Keteleeria davidiana var. calcarea
  - variété Keteleeria davidiana var. formosana
- Keteleeria evelyniana
- Keteleeria fortunei

Le genre incluait auparavant l'espèce Keteleeria fabri, déplacé depuis vers le genre Abies sous le nom de Abies fabri.
La première mention du genre fossile remonte au Crétacé inférieur (Barrémien-Aptien, il y a environ 120 millions d'années) en Chine.
Du pollen fossile de Keteleeria caucasica a été récupéré dans des strates du Miocène supérieur en Géorgie, dans la région du Caucase. Des fossiles non décrits de Keteleeria sp. sont connus du Pléistocène inférieur du sud du Portugal et des Coldwater Beds dans les hautes terres de l'Okanagan de l'Éocène inférieur au Canada. Des espèces nommées en fonction des cônes, des feuilles, du pollen, des graines et du bois ont été décrites dans les sédiments du Crétacé au Pliocène en Europe, en Amérique du Nord et en Asie.
- Keteleeria caucasica Ramischvili - pollen; Miocène, Kulistskhali river, Géorgie
- Keteleeria cretacea Miki & Yas. Maeda - cônes ; Crétacé, Izumi Group, Japon
- Keteleeria ezoana Tanai - cônes & graines ; Miocène, Yoshioka, Jappn
- Keteleeria heterophylloides (Berry) Brown - feuilles ; Miocène, Latah Formation, Washington, US[9]
- Keteleeria hoehnei Kirchheimer - cônes ; Miocène, Wiesa près de Kamenz, Allemagne
- Keteleeria mabetiensis (Watari) Watari - bois ; Miocène, fleuve Mabechi ; Japon
- Keteleeria microreticulata Ananova - pollen ; Miocène, péninsule Taganrog, Russie
- Keteleeria prambachensis (E. Hofm.) W. Klaus - Oligocène, Prambachkirchen, Autriche
- Keteleeria rhenana Kräusel - graines ; Miocène, Mainz-Kastel, Allemagne
- Keteleeria robusta Miki - cônes ; Pliocène, Tokitsu, Japon
- Keteleeria rujadana R.N. Lakh. - cônes ; Oligocène Rujada flora, Oregon, US
- Keteleeria shanwangensis Xiang et al. - cônes ; Miocène, Shanwang Formation, Shandong, Chine
- Keteleeria zhilinii - Blokhina & O.V. Bondarenko - bois ; Pliocène, bassin Pavlovsky, Primorye, Russie

Plusieurs espèces fossiles étaient autrefois incluses dans Keteleeria mais ont été déplacées :
- Abiespollenites davidianaeformis (Zaklinsk.) Krutzsch anciennement Keteleeria davidianaeformis Zaklinsk.
- Abiespollenites dubius (Chlon.) Krutzsch anciennement Keteleeria dubia Chlon.
- Cathaya bergeri (Kirchheim.) Wilf. Schneider ex Mai & E. Velitzelos anciennement Keteleeria bergeri Kirchheim.
- Cathaya loehri (Engelh. & Kink.) Chun & Kuang anciennement Keteleeria loehri Engelh. & Kink.

## Galerie

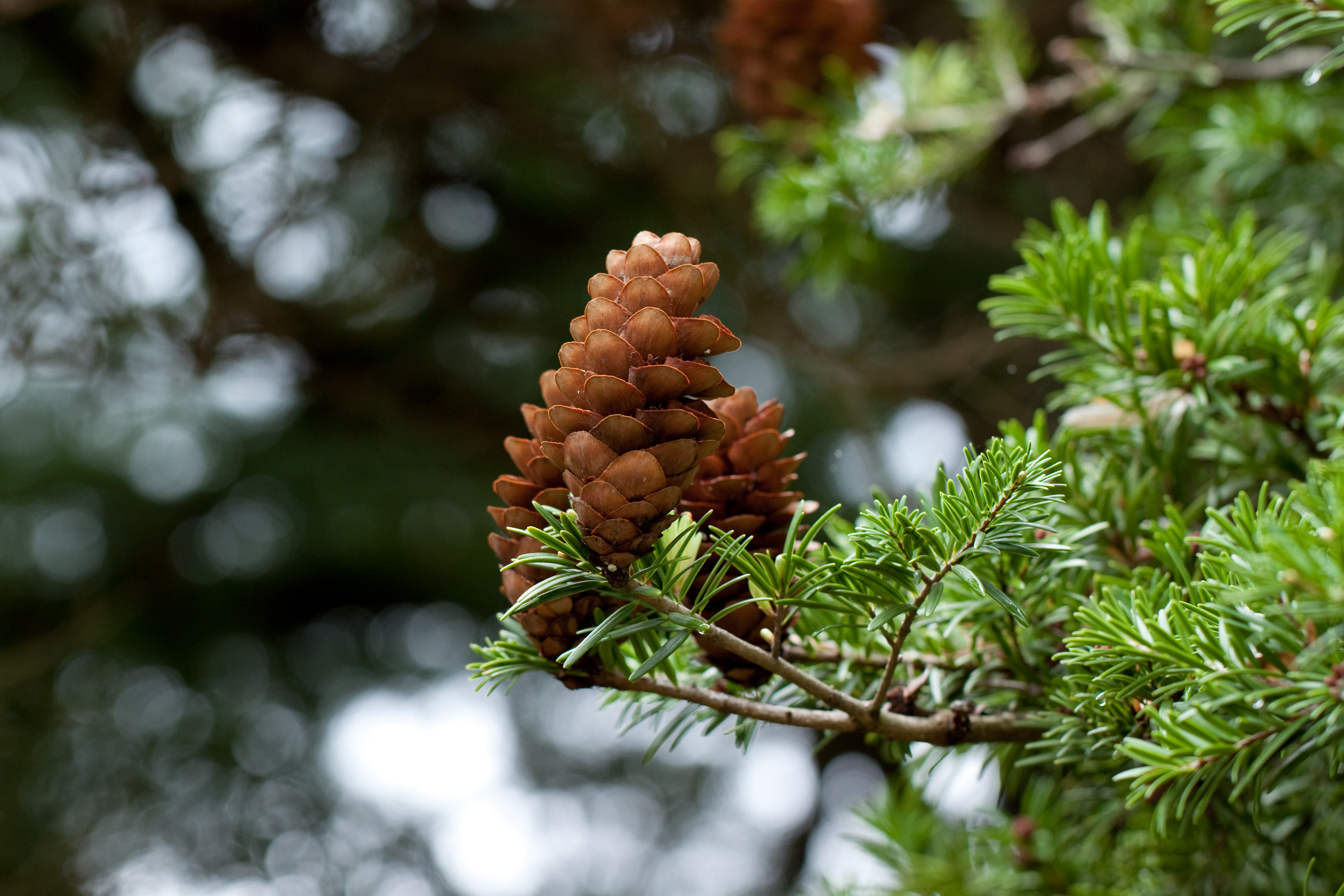
Cône femelle mature.
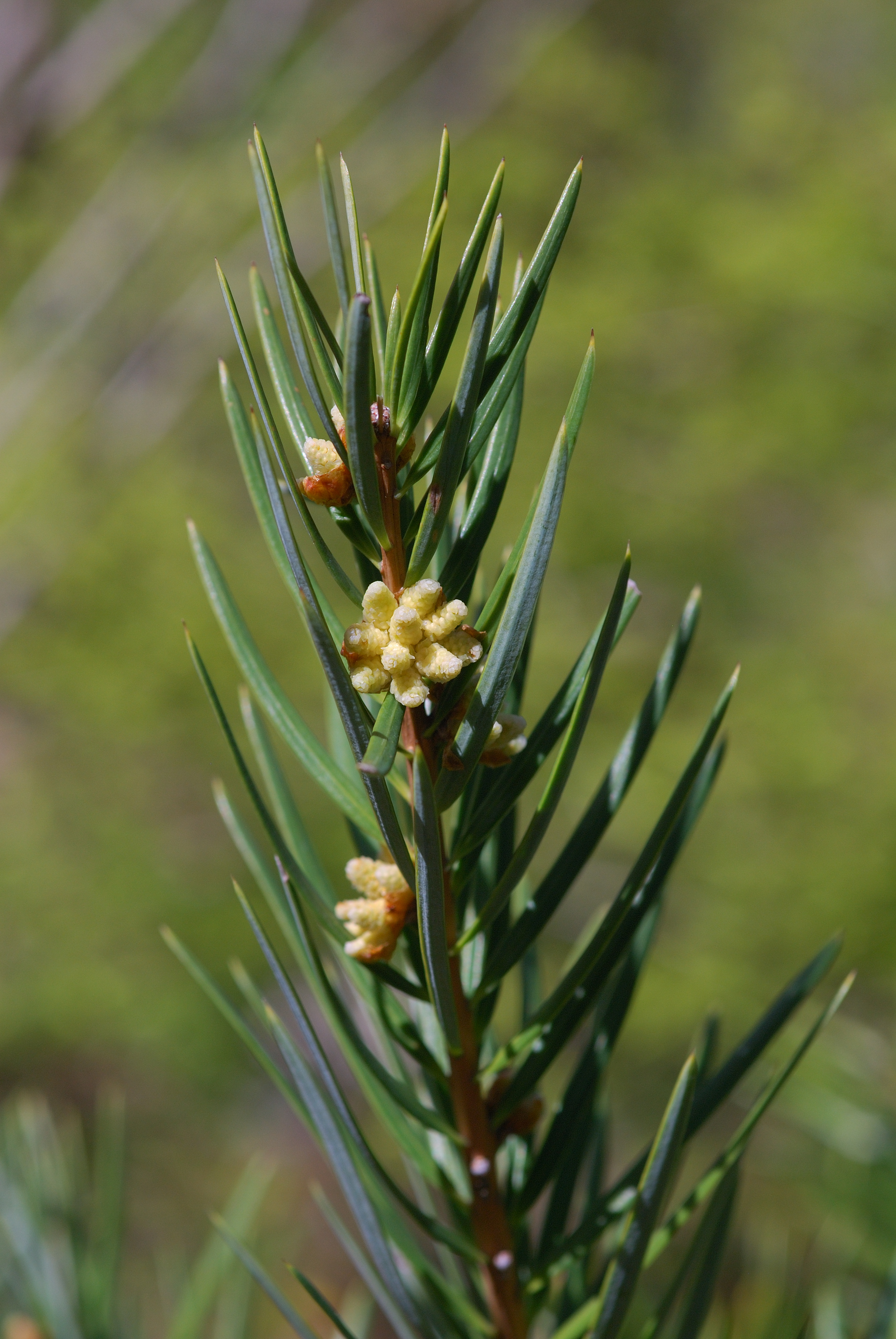
Cones mâles matures en ombelles.
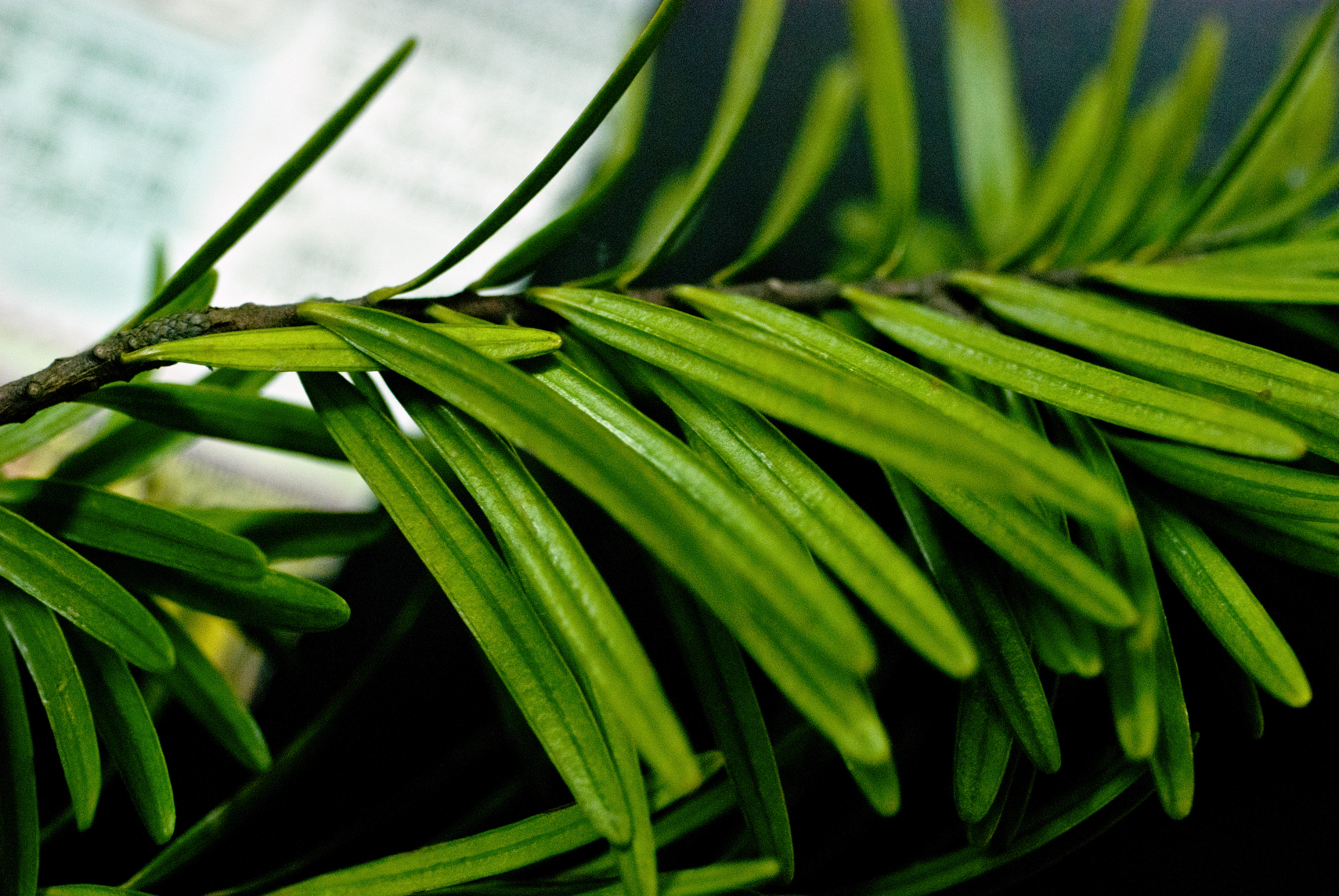
Feuilles.
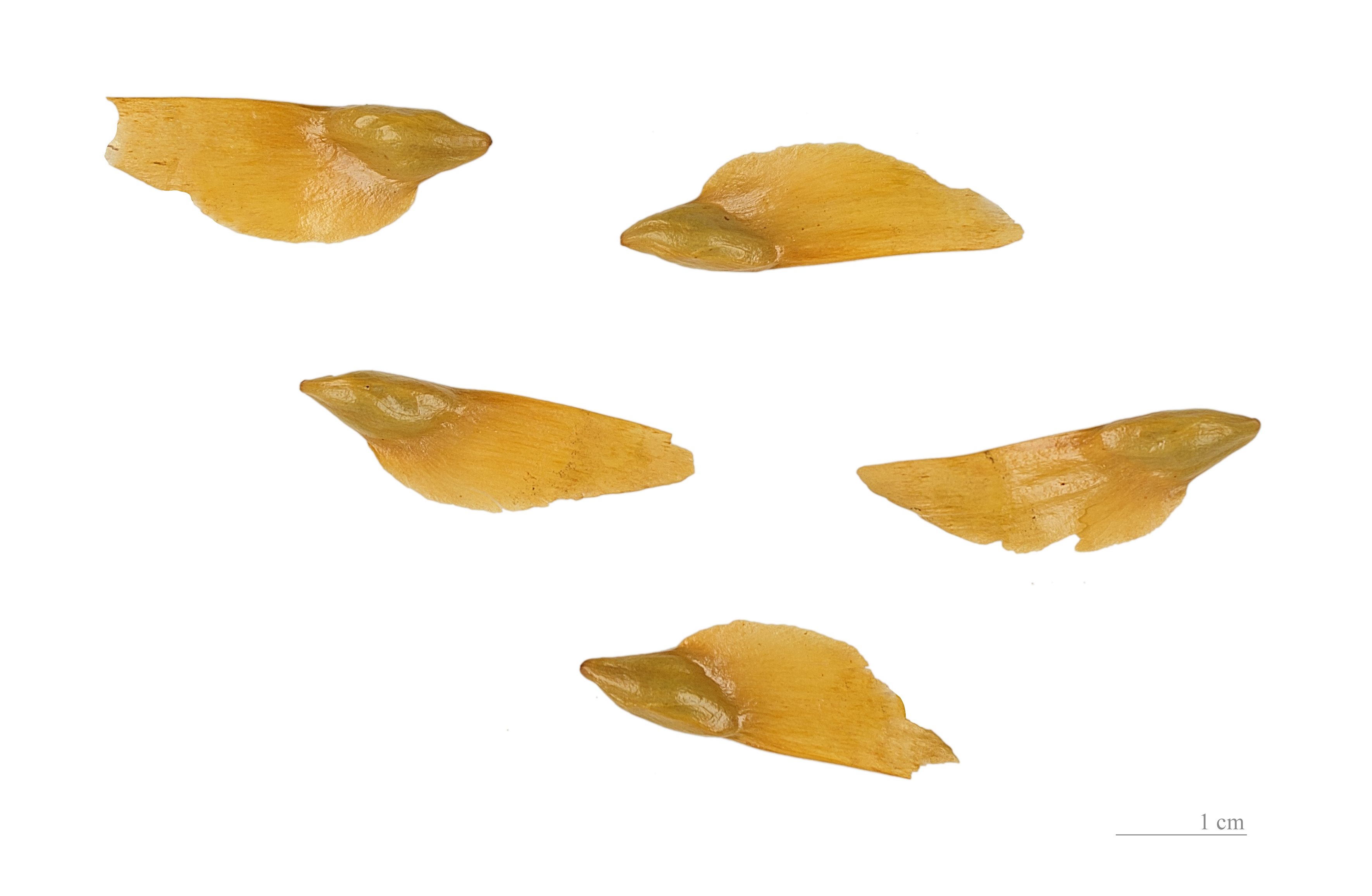
Graines au Muséum de Toulouse.